# La Motte-de-Galaure
La Motte-de-Galaure é uma comuna francesa na região administrativa de Auvérnia-Ródano-Alpes, no departamento de Drôme. Estende-se por uma área de 7,73 km². Em 2010 a comuna tinha 809 habitantes (densidade: 104,7 hab./km²).